# Karl Richardt
Karl Richardt (* 17. Oktober 1904 in Ottenhausen, Landkreis Weißensee; † 30. April 1970) war ein deutscher Gewerkschafter (FDGB). Er war Vorsitzender des Zentralvorstandes der Industriegewerkschaft Post und Fernmeldewesen.

## Leben
Richart, Sohn eines Gärtners, besuchte die Volksschule und war als Arbeiter tätig. Von 1921 bis 1928 war er Mitglied der anarchosyndikalistischen Freien Arbeiter-Union Deutschlands. Ab 1928 war er als Angestellter bei der Reichspost in Erfurt beschäftigt. Im selben Jahr wechselte er zum Gesamtverband der öffentlichen Betriebe und wurde Mitglied der Kommunistischen Partei Deutschlands (KPD). Nach der „Machtergreifung“ der Nationalsozialisten 1933 wurde er entlassen. Von 1938 bis 1945 war er bei den Feinmechanischen Werken in Erfurt beschäftigt. Hier verrichtete er illegale Arbeit. 
1945 trat Richardt wieder der KPD bei und wurde 1946 Mitglied der Sozialistischen Einheitspartei Deutschlands (SED).
Richardt trat 1945 dem Freien Deutschen Gewerkschaftsbundes (FDGB) bei und war ab November 1945 Angestellter des FDGB-Landesvorstandes Thüringen. Er war aktiv am Aufbau des Landesverbandes Thüringens der IG Post- und Fernmeldewesen beteiligt und fungierte von 1946 bis Oktober 1951 als deren Vorsitzender. 1951/52 besuchte er einen Lehrgang an der Hochschule der Gewerkschaften in Bernau bei Berlin. Ab Ende 1952 war er Abteilungsleiter und Mitglied des Sekretariats des Zentralvorstandes der IG Post- und Fernmeldewesen. Von 1953/54 bis 1955 fungierte er als Vorsitzender des Zentralvorstandes der IG Post und Fernmeldewesen. Von 1955 bis 1967 war er Mitarbeiter des Bundesvorstandes des FDGB und des gewerkschaftseigenen Verlages Tribüne.